# Saba senegalensis
Espèce
Saba senegalensis est une espèce de plantes de la famille des Apocynaceae.
Son fruit est appelé laaré (en soussou de Guinée), sagba (en Mandingue de Gambie) zaban (en bambara ou dioula), malombo ou makalakonki (dans le bassin du Congo), maad (en wolof), made (en français d'Afrique), wèda (en mooré), côcôta (en Côte d'Ivoire), mkonkar (en manjaque) et chini (en téké dans le sud-est du Gabon) au Mali (Zabann), yindip (en Dioula). Lingui en sonrhai.

## Description
Le made est une espèce de lianes sauvages qui pousse dans les savanes africaines et qui est cultivée comme un arbuste.
C’est une espèce à écorce gris foncé, à feuilles entières opposées aux limbes elliptiques ou ovales.
La floraison est étalée sur toutes les saisons. Les fleurs sont très odorantes et de couleur blanche, jaunâtre ou blanc verdâtre.
Son fruit est une coque globuleuse qui contient des graines enrobées de pulpes jaune orangé très moelleuses, juteuses, acidulées et sucrées. Cependant,  il est à noter que la variété de ce fruit subit des modifications selon les territoires. En particulier, dans certains pays d'Afrique centrale, comme le Congo, les graines s'enveloppent de pulpes rougeâtres, offrant une saveur sucrée.
On peut déguster le fruit tel quel ou l'assaisonner avec du sucre, du sel et du piment. Mélangées avec de l’eau et du sucre, les pulpes donnent un délicieux jus.
En Afrique de l'Ouest, on récolte le fruit lors de la saison des pluies, c'est-à-dire de mai à août.
On le retrouve aussi en Afrique de l'est, lui ou un fruit voisin, Saba comorensis, en Tanzanie par exemple.

## Utilisations

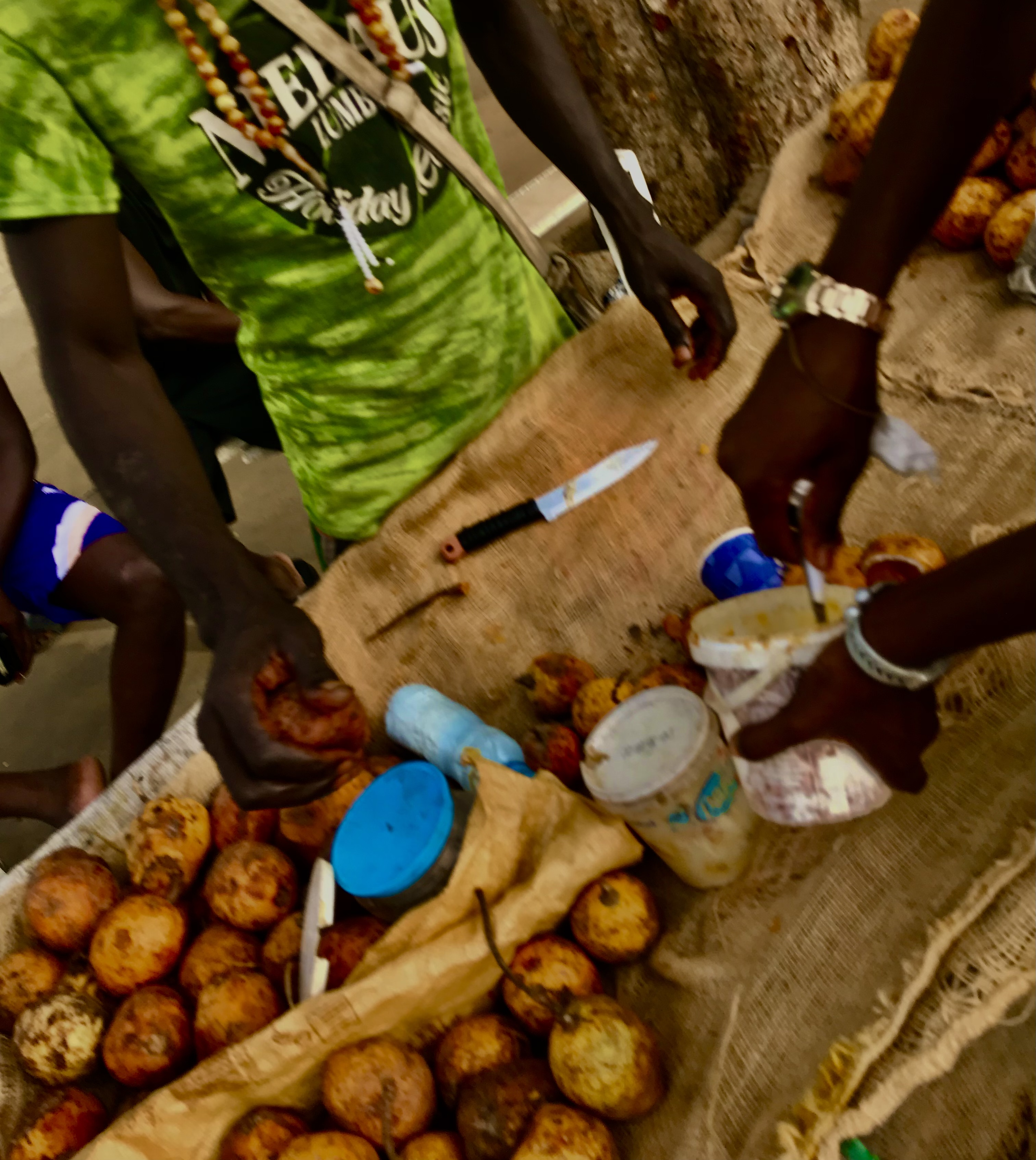
Préparation du maad par une vendeuse au Sénégal.

Il n’est pas conseillé d’avaler les graines. Mais l’intérieur de la coque est couverte d’une peau superficielle que l’on peut consommer. Le fruit est riche en vitamine C, en thiamine, en riboflavine, en niacine, et en vitamine B6. La saison est en Afrique de l'Ouest celle des pluies, c'est-à-dire de mai à août.
La pulpe des fruits acidulés et sucrés est sucée (consommée) directement, utilisée comme condiment et rentre dans la préparation de boissons rafraîchissantes.

## Usages traditionnels
En médecine, les racines de cette espèce sont utilisées dans les soins de la stérilité féminine et la macération des feuilles permet de lutter contre les vomissements et les maux de ventre, le latex contre la toux et la tuberculose.
Les vrilles sont utilisées dans les soins des bébés.
Dans l’artisanat, les feuilles, les rameaux et les fleurs du Zaban des Dioulas sont utilisés pour la teinture.
Sur le plan culturel, le latex, colle glue plus ou moins de bonne qualité, est utilisé comme poison pour envenimer les flèches.
Le Saba senegalensis est apprécié pour son ombrage et son rôle ornemental. Appelé communément arbre à serpent, c’est une liane ligneuse à vrilles et à latex blanc qui se développe sur un ou sans support. Il est de plus en plus utilisé dans les aménagements paysagers.

## Synonymes
- Vahea senegalensis A.DC.
- Landolphia senegalensis (A.DC.) Kotschy & Peyr.

## Fruits et graines

Maad du Sénégal
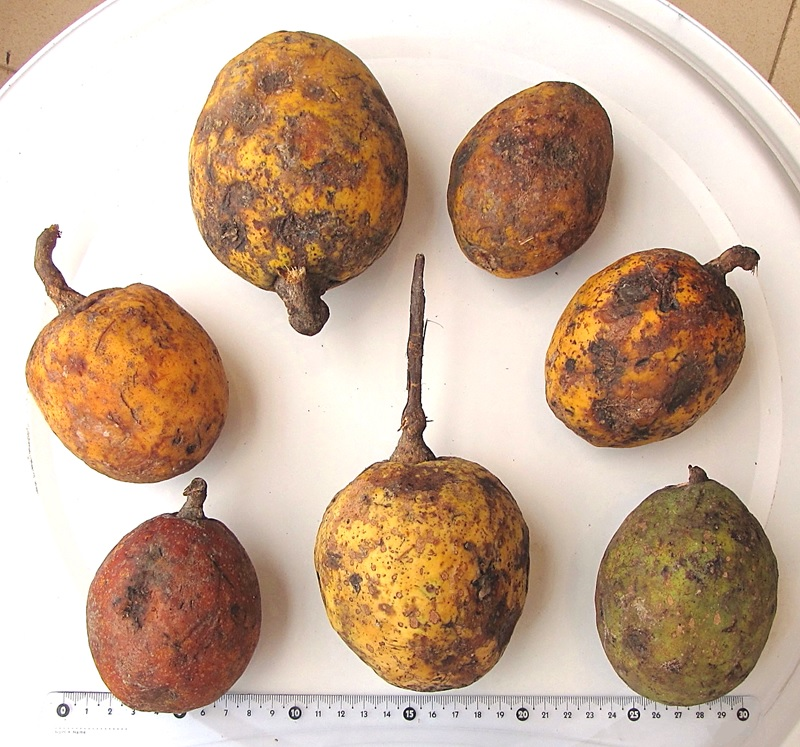
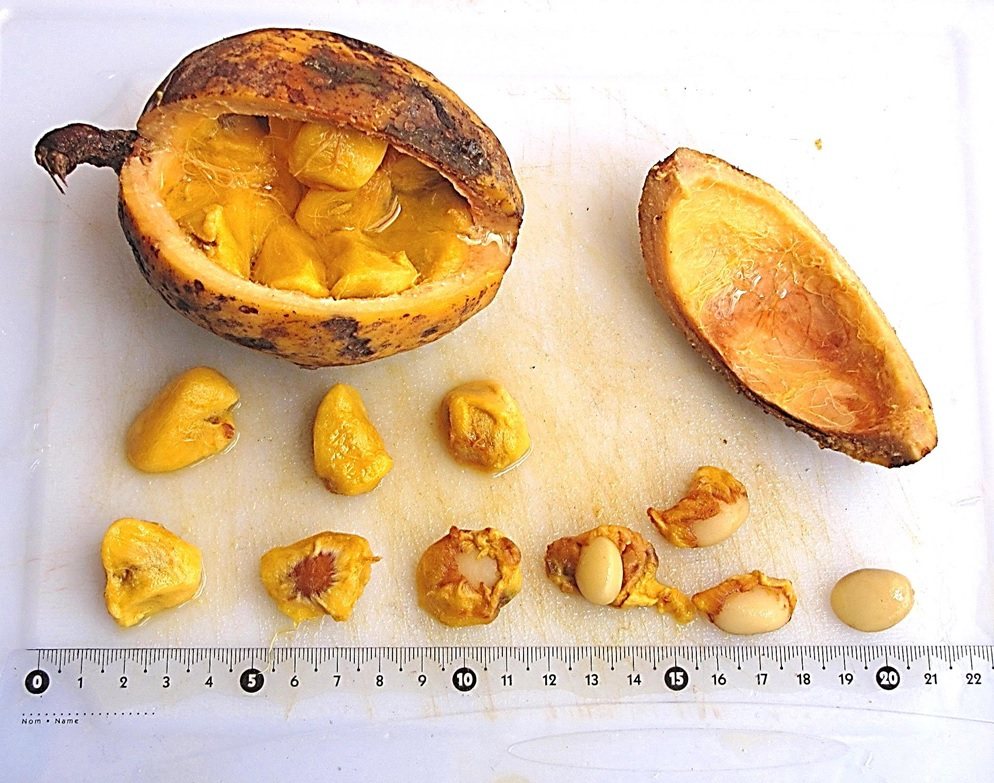
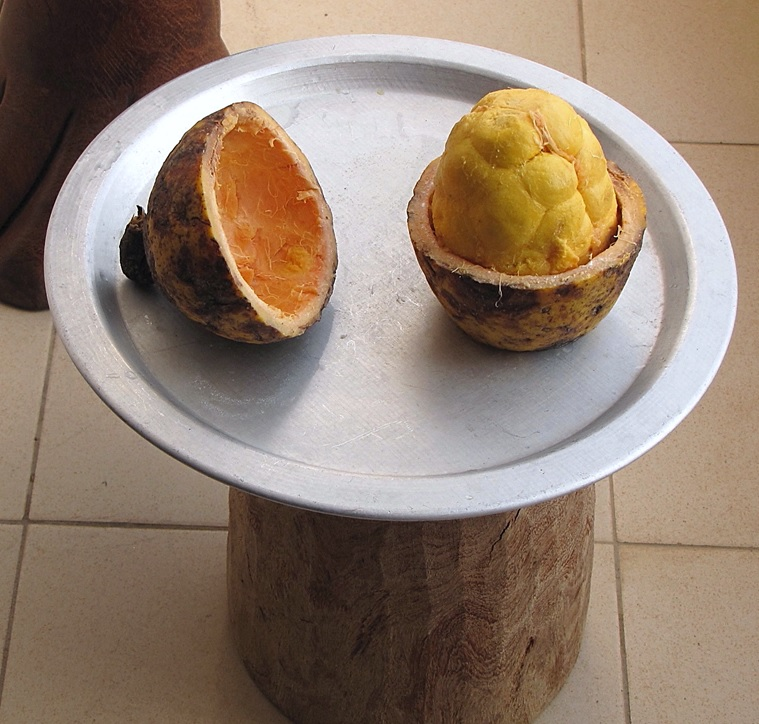
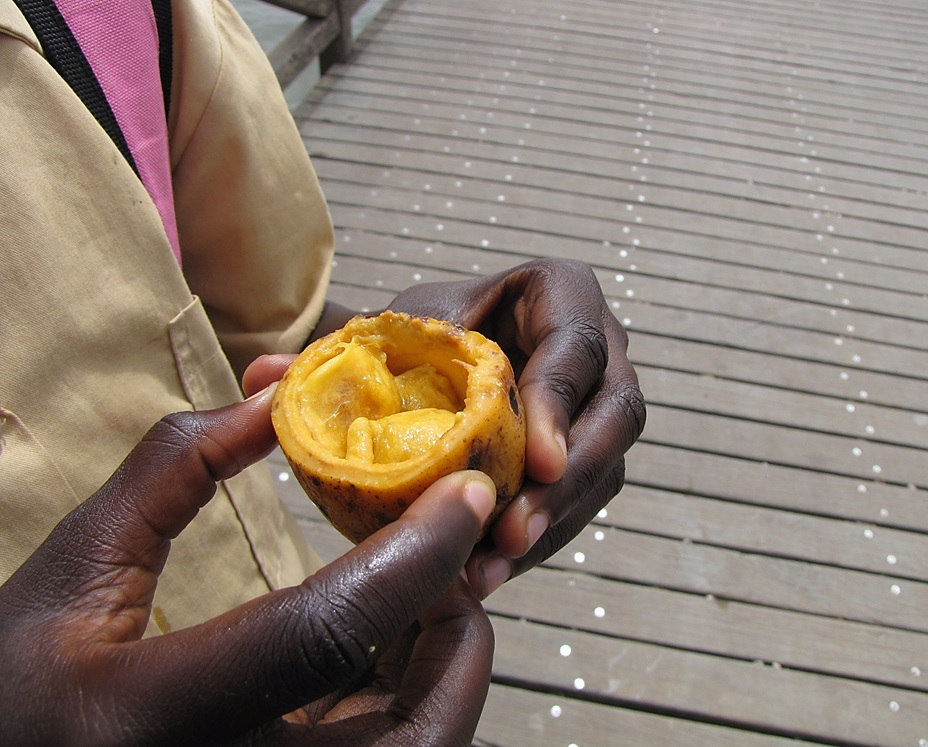